# Донг Фаньсяо
Донг Фаньсяо (китайською : 董芳霄; Dǒng Fāngxiāo) - китайська гімнастка, яка брала участь у літніх Олімпійських іграх 2000 року.  Вона претендувала на бронзову медаль з командою Китаю на Олімпійських іграх, а також на чемпіонаті світу 1999 року в Тяньцзіні в Китаї, але була позбавлена медалей, коли виявилося, що було підроблено її справжній вік. 

## Гімнастична кар’єра
Донг Фаньсяо розпочала свою гімнастичну кар'єру в ранньому віці. До семи років вона була членкинею її провінційної команди, і її запросили приєднатися до національної збірної Китаю у віці десяти років.  У 1999 році, хоча за правилами МФГ вона була занадто маленькою у віці тринадцяти років, вона почала нелегально брати участь у міжнародних змаганнях як старша гімнастка.  На чемпіонаті світу 1999 року в Тяньцзіні, Китай, Донг допомогла збірній Китаю незаконно претендувати на бронзову медаль.  В індивідуальному порядку вона посіла 6 місце у багатоборстві, 4 місце у фіналі вправи на підлозі та 7 місце у фіналі турніру на колоді.  Донг знову незаконно назвали старшою у збірній Китаю на Олімпійських іграх 2000 року. Її сильні виступи знову допомогли збірній Китаю отримати бронзову медаль у командному заліку. Донг здобула кваліфікацію у фіналі багатоборства, паркету та стрибків, але залишилась без медалей; 25, 6 і 7 місця відповідно. 
Після Олімпійських ігор вона продовжувала змагатися за команду Китаю, беручи участь у Східно-Азійських іграх 2001 року, Університетських іграх та трасі Кубка світу.  Донг пішла з гімнастики у 2001 році у віці 15 років через некроз кістки на нозі.  
Довідково: на час відставки з гімнастики в 2001 році Донг ще не досягла віку, щоб брати участь у міжнародних змаганнях, оскільки до 2002 року її ще не виповнилось 16 років.

## Вікова фальсифікація
Під час своєї змагальної кар'єри Донг змагалася за паспортом, в якому було зазначено дату її народження 20 січня 1983 року. Однак, коли вона отримала сертифікат арбітрині на літніх Олімпійських іграх 2008 року, її зареєстрували з датою народження 23 січня 1986 року. Крім того, Донг вказала ту саму дату народження у своєму резюме.  
Після розслідування МФГ постановив, що Донг була неповнолітньою і не мала права брати участь у старших змаганнях у 1999 та 2000 рр.  Отже, результати Донг як зі Світу 1999 року, так і з Олімпіади 2000 року були зведені нанівець. У квітні 2010 року Міжнародний олімпійський комітет позбавив олімпійську збірну з гімнастики Китаю 2000 року бронзової медалі у командному заліку.  Китайська команда також була позбавлена командних медалей з чемпіонату світу 1999 року.   Крім того, МФГ виставив рахунок китайській федерації гімнастики за вартість запиту. 
Китайські шанувальники спорту критикували китайський керівний орган спорту, а не Міжнародний олімпійський комітет, оскільки травм спричинили їй непоправні пошкодження коліна. Спортивний оглядач Netease Лі Цзяян написала: "Змагаючись за свою місцеву команду на Національних іграх Китаю, вона назавжди пошкодила коліно, щоб виграти олімпійську медаль для національної збірної, її вік був прихований (я не наважуюсь використовувати слово "сфальсифікували", що може спричинити неприємності), і вона була принижена. Це змусить вас заплакати". 

## Особисте життя
Станом на 2010 рік Донг Фаньсяо живе у Новій Зеландії зі своїм чоловіком, де вона працює тренеркою з гімнастики в гімнастичному клубі Східного передмістя.  Станом на 2015 рік у неї народився хлопчик 2014 року народження.